# Seznam árií, písní a sborů W. A. Mozarta
Tvorba samostatných árií a písní zaměstnávala Wolfganga Amadea Mozarta (1756-1791) celý život. Některé z nich zkomponoval pro svou známou a oblíbenou pěvkyni Josefínu Duškovou.
Některé jeho árie či písně představují takřka malé opery. Ne sice rozsahem, ale dramatičností a hudebním výrazem a zpracováním. V tomto seznamu jsou skladby, tak jak jsou obsaženy v Köchelově seznamu (KV).

## Seznam árií, písní a sborů W. A. Mozarta
| KV   | název díla |
| ---- | --- |
| 21   | Árie pro tenor a orchestr „Va, dalfuror portata“ na text Pietra Metastasia, pro tenor, 2 hoboje, 2 fagoty, 2 lesní rohy a smyčce       |
| 23   | Árie pro soprán a smyčce „Conservati fedele“ na text Metastasia                                                                        |
| 36   | Recitativ a aria (licenza) pro tenor, 2 hoboje, 2 fagoty, 2 trumpety, tympány a smyčce „Or che il dover… Talie contanti sono“          |
| 53   | Píseň pro soprán a klavír „An die Freude: Freude, Königin der Weisen“ na Uzův text v F dur                                             |
| 70   | Recitativ a aria (licenza) „A Berenice...Sol nascente“, pro soprán, 2 lesní rohy a smyčce                                              |
| 74b  | Árie „Non Pavia curo l'affetto“ na text Metastasia, soprán, 3 hoboje, 2 lesní rohy a smyčce                                            |
| 77   | Recitativ a árie „Misero me… Misero pargoletto“ na text Metastasia, soprán, 2 hoboje, 2 fagoty, 2 lesní rohy a smyčce                  |
| 78   | Scéna „Per pieta, bell'idol mio“ na text Metastasia, soprán, 2 hoboje, 2 lesní rohy a smyčce                                           |
| 79   | Recitativ a árie „O temerario Arbace… Perquel paterno amplesso“ na Metastasiův text, soprán, 2 hoboje, 2 fagoty, 2 lesní rohy a smyčce |
| 82   | Árie pro soprán a orchestr „Se ardire“ na text Metastasia                                                                              |
| 83   | Árie pro soprán a orchestr „Se tutti i mali miei“ na text Metastasia                                                                   |
| 88   | Árie „Fra cento affani“ na Metastasiův text, soprán, 2 hoboje, 2 lesní rohy, 2 trumpety a smyčce                                       |
| 119  | Arie pro soprán „Der Liebe himmlisches Gefühl“                                                                                         |
| 143  | Árie pro soprán „Ergo interest“ |
| 146  | Árie pro soprán „Kommet her, ihr frechen Sünder“                                                                                       |
| 178  | Árie pro soprán „Ah, spiegarti, oh Dio“                                                                                                |
| 209  | Árie pro tenor „Si mostra la Sorte“ |
| 210  | Árie pro tenor „Con ossequio, con rispetto“                                                                                            |
| 217  | Árie pro soprán „Voi avete un cor fedele“                                                                                              |
| 255  | Recitativ a árie pro alt „Ombra felice“                                                                                                |
| 256  | Árie pro tenor „Clarice cara mia sposa“                                                                                                |
| 272  | Recitativ a árie pro soprán „Ah, lo previdi“                                                                                           |
| 294  | Recitativ a árie pro soprán „Alcandro, lo confesso“                                                                                    |
| 295  | Árie pro tenor „Se al labbro mio non credi“                                                                                            |
| 307  | Arietta „Oiseaux, si tous les ans“ |
| 308  | Arietta „Dans un bois solitaire“ |
| 316  | Recitativ a árie pro soprán „Popoli di Tessaglia“; autor textu: Raniero de Calzabigi                                                   |
| 368  | Recitativ a árie pro soprán „Ma, che vi fece, o stelle“; autor textu Pietro Metastasio                                                 |
| 369  | Scéna a árie pro soprán „Misera, dove son!“; autor textu Pietro Metastasio                                                             |
| 374  | Recitativ a árie pro soprán „Or che il cielo“                                                                                          |
| 383  | Árie pro soprán „Nehmt meinen Dank“ |
| 386d | (Ap. 25) Recitativ „O Calpe“ (část) |
| 389  | Duet „Welch ängstliches Beben“ (Die Entführung)                                                                                        |
| 393  | „Solfeggi“ pro soprán |
| 416  | Scéna a rondo pro soprán „Mia speranza adorata“                                                                                        |
| 418  | Árie pro soprán „Vorrei spiegarvi, oh Dio“                                                                                             |
| 419  | Árie pro soprán „No, no, che non sei capace“                                                                                           |
| 420  | Árie pro tenor „Per pieta, non ricercate“                                                                                              |
| 431  | Recitativ a árie pro tenor „Misoro! o sogno!“                                                                                          |
| 432  | Recitativ a árie pro bass „Cosi dunque tradisci“                                                                                       |
| 433  | Arietta pro bas „Maenner suchen stets“                                                                                                 |
| 434  | Terzetto „Del gran regno delle Amazoni“                                                                                                |
| 435  | Árie pro tenor „Muesst ich auch“ |
| 440  | Árie pro soprán „In te spero o sposo“                                                                                                  |
| 441  | Terzetto „Liebes Mandel, wo is's Bandel“                                                                                               |
| 443  | Fuga pro hlasové party (část) |
| 479  | Kvartet „Dite almeno“ |
| 480  | Terzet „Mandina amabile“ |
| 483  | Píseň se sborem „Zerfliesset heut', geliebte Brüder“                                                                                   |
| 484  | Sbor „Ihr unsre neuen Leiter“ |
| 486a | Recitativ a árie pro soprán „Basta, vincesti“                                                                                          |
| 489  | Duet pro soprán a tenor „Spiegarti, oh Dio, non posso“                                                                                 |
| 490  | Scéna a rondo pro soprán „Non piu, tutto“                                                                                              |
| 505  | Scéna a rondo pro soprán „Ch'io mi scordi di te“                                                                                       |
| 506  | Píseň s klavírem, Lied der Freiheit, „Wer unter eines Mädchens Hand“ F dur                                                             |
| 512  | Recitativ a árie pro bass „Alcandro, lo confesso“                                                                                      |
| 513  | Árie pro bass „Mentre ti lascio“ |
| 517  | Píseň s klavírem, Die Alte: „Zu meiner Zeit“ e moll                                                                                    |
| 518  | Píseň s klavírem „Sobald Damoetas“ F dur                                                                                               |
| 519  | Píseň s klavírem „Das Lied der Trennung, Die Engel Gottes weinen“ f moll                                                               |
| 520  | Píseň s klavírem „Erzeugt von heisser Phantasie“ c moll                                                                                |
| 523  | Píseň s klavírem „Abend ist's“ F dur                                                                                                   |
| 524  | Píseň s klavírem „An Chloe“ Es dur |
| 528  | Scéna pro soprán „Bella mia fiamma“, napsána pro Josefínu Duškovou (3. listopadu 1787)                                                 |
| 529  | Píseň s klavírem „Es war einmal“ F dur                                                                                                 |
| 530  | Píseň s klavírem „Wo bist du, Bild?“ Es dur                                                                                            |
| 531  | Píseň s klavírem „Die kleine Spinnerin, Was spinnst du?“ C dur                                                                         |
| 532  | Terzetto „Grazie agl'inganni tuoi“ |
| 538  | Árie pro soprano „Ah se in ciel“ |
| 539  | Píseň „Ich moechte wohl“ |
| 541  | Arietta pro bas „Un bacio di mano“ |
| 552  | Píseň s klavírem „Beim Auszug in das Feld, Dem hohen Kaiser-Worter treu“ A dur                                                         |
| 569  | Árie „Ohne Zwang“ (ztraceno) |
| 571a | Komický kvartet „Caro mio, Druck und Schluck“                                                                                          |
| 577  | Rondo pro soprán „Al desio“ |
| 578  | Árie pro soprán „Alma grande“ |
| 579  | Árie pro soprán „Un moto di gioia“ |
| 580  | Árie pro soprán „Schon lacht der holde Frühling“                                                                                       |
| 582  | Árie pro soprán „Chi sa, chi sa, qual sia“                                                                                             |
| 583  | Árie pro soprán „Vado, ma dove?“ |
| 584  | Árie pro bas „Rivolgete a lui lo sguardo“                                                                                              |
| 596  | Píseň s klavírem „Komm, lieber Mai“ F dur                                                                                              |
| 597  | Píseň s klavírem „Erwacht zum neuen Leben“ Es dur                                                                                      |
| 598  | Píseň s klavírem „Wir Kinder“ A dur |
| 612  | Árie pro bas „Per questa bella mano“                                                                                                   |
| 615  | Sbor „Viviamo felici“ (ztraceno) |
| 625  | Komický duet „Nun liebes Weibchen“ |